# Список астероїдів (29001—29100)
| Назва                   | Тимчасове позначення | Дата відкриття   | Місце відкриття                      | Відкривач                                              |
| ----------------------- | -------------------- | ---------------- | ------------------------------------ | ------------------------------------------------------ |
| (29001) 2615 P-L        | 2615 P-L             | 24 вересня 1960  | Паломарська обсерваторія             | К. Й. ван Гаутен, І. ван Гаутен-Ґроневельд, Т. Герельс |
| (29002) 2708 P-L        | 2708 P-L             | 24 вересня 1960  | Паломарська обсерваторія             | К. Й. ван Гаутен, І. ван Гаутен-Ґроневельд, Т. Герельс |
| (29003) 2760 P-L        | 2760 P-L             | 24 вересня 1960  | Паломарська обсерваторія             | К. Й. ван Гаутен, І. ван Гаутен-Ґроневельд, Т. Герельс |
| (29004) 2767 P-L        | 2767 P-L             | 24 вересня 1960  | Паломарська обсерваторія             | К. Й. ван Гаутен, І. ван Гаутен-Ґроневельд, Т. Герельс |
| (29005) 2784 P-L        | 2784 P-L             | 24 вересня 1960  | Паломарська обсерваторія             | К. Й. ван Гаутен, І. ван Гаутен-Ґроневельд, Т. Герельс |
| (29006) 3091 P-L        | 3091 P-L             | 24 вересня 1960  | Паломарська обсерваторія             | К. Й. ван Гаутен, І. ван Гаутен-Ґроневельд, Т. Герельс |
| (29007) 4022 P-L        | 4022 P-L             | 24 вересня 1960  | Паломарська обсерваторія             | К. Й. ван Гаутен, І. ван Гаутен-Ґроневельд, Т. Герельс |
| (29008) 4044 P-L        | 4044 P-L             | 24 вересня 1960  | Паломарська обсерваторія             | К. Й. ван Гаутен, І. ван Гаутен-Ґроневельд, Т. Герельс |
| (29009) 4074 P-L        | 4074 P-L             | 24 вересня 1960  | Паломарська обсерваторія             | К. Й. ван Гаутен, І. ван Гаутен-Ґроневельд, Т. Герельс |
| (29010) 4100 P-L        | 4100 P-L             | 24 вересня 1960  | Паломарська обсерваторія             | К. Й. ван Гаутен, І. ван Гаутен-Ґроневельд, Т. Герельс |
| (29011) 4184 P-L        | 4184 P-L             | 24 вересня 1960  | Паломарська обсерваторія             | К. Й. ван Гаутен, І. ван Гаутен-Ґроневельд, Т. Герельс |
| (29012) 4285 P-L        | 4285 P-L             | 24 вересня 1960  | Паломарська обсерваторія             | К. Й. ван Гаутен, І. ван Гаутен-Ґроневельд, Т. Герельс |
| (29013) 4291 P-L        | 4291 P-L             | 24 вересня 1960  | Паломарська обсерваторія             | К. Й. ван Гаутен, І. ван Гаутен-Ґроневельд, Т. Герельс |
| (29014) 4536 P-L        | 4536 P-L             | 24 вересня 1960  | Паломарська обсерваторія             | К. Й. ван Гаутен, І. ван Гаутен-Ґроневельд, Т. Герельс |
| (29015) 4544 P-L        | 4544 P-L             | 24 вересня 1960  | Паломарська обсерваторія             | К. Й. ван Гаутен, І. ван Гаутен-Ґроневельд, Т. Герельс |
| (29016) 4591 P-L        | 4591 P-L             | 24 вересня 1960  | Паломарська обсерваторія             | К. Й. ван Гаутен, І. ван Гаутен-Ґроневельд, Т. Герельс |
| (29017) 4601 P-L        | 4601 P-L             | 24 вересня 1960  | Паломарська обсерваторія             | К. Й. ван Гаутен, І. ван Гаутен-Ґроневельд, Т. Герельс |
| (29018) 6062 P-L        | 6062 P-L             | 24 вересня 1960  | Паломарська обсерваторія             | К. Й. ван Гаутен, І. ван Гаутен-Ґроневельд, Т. Герельс |
| (29019) 6095 P-L        | 6095 P-L             | 24 вересня 1960  | Паломарська обсерваторія             | К. Й. ван Гаутен, І. ван Гаутен-Ґроневельд, Т. Герельс |
| (29020) 6274 P-L        | 6274 P-L             | 24 вересня 1960  | Паломарська обсерваторія             | К. Й. ван Гаутен, І. ван Гаутен-Ґроневельд, Т. Герельс |
| (29021) 6613 P-L        | 6613 P-L             | 24 вересня 1960  | Паломарська обсерваторія             | К. Й. ван Гаутен, І. ван Гаутен-Ґроневельд, Т. Герельс |
| (29022) 6630 P-L        | 6630 P-L             | 24 вересня 1960  | Паломарська обсерваторія             | К. Й. ван Гаутен, І. ван Гаутен-Ґроневельд, Т. Герельс |
| (29023) 6667 P-L        | 6667 P-L             | 24 вересня 1960  | Паломарська обсерваторія             | К. Й. ван Гаутен, І. ван Гаутен-Ґроневельд, Т. Герельс |
| (29024) 6685 P-L        | 6685 P-L             | 24 вересня 1960  | Паломарська обсерваторія             | К. Й. ван Гаутен, І. ван Гаутен-Ґроневельд, Т. Герельс |
| (29025) 6710 P-L        | 6710 P-L             | 24 вересня 1960  | Паломарська обсерваторія             | К. Й. ван Гаутен, І. ван Гаутен-Ґроневельд, Т. Герельс |
| (29026) 6774 P-L        | 6774 P-L             | 24 вересня 1960  | Паломарська обсерваторія             | К. Й. ван Гаутен, І. ван Гаутен-Ґроневельд, Т. Герельс |
| (29027) 7587 P-L        | 7587 P-L             | 17 жовтня 1960   | Паломарська обсерваторія             | К. Й. ван Гаутен, І. ван Гаутен-Ґроневельд, Т. Герельс |
| (29028) 9097 P-L        | 9097 P-L             | 17 жовтня 1960   | Паломарська обсерваторія             | К. Й. ван Гаутен, І. ван Гаутен-Ґроневельд, Т. Герельс |
| (29029) 9549 P-L        | 9549 P-L             | 17 жовтня 1960   | Паломарська обсерваторія             | К. Й. ван Гаутен, І. ван Гаутен-Ґроневельд, Т. Герельс |
| (29030) 1034 T-1        | 1034 T-1             | 25 березня 1971  | Паломарська обсерваторія             | К. Й. ван Гаутен, І. ван Гаутен-Ґроневельд, Т. Герельс |
| (29031) 1132 T-1        | 1132 T-1             | 25 березня 1971  | Паломарська обсерваторія             | К. Й. ван Гаутен, І. ван Гаутен-Ґроневельд, Т. Герельс |
| (29032) 2059 T-1        | 2059 T-1             | 25 березня 1971  | Паломарська обсерваторія             | К. Й. ван Гаутен, І. ван Гаутен-Ґроневельд, Т. Герельс |
| (29033) 2085 T-1        | 2085 T-1             | 25 березня 1971  | Паломарська обсерваторія             | К. Й. ван Гаутен, І. ван Гаутен-Ґроневельд, Т. Герельс |
| (29034) 2149 T-1        | 2149 T-1             | 25 березня 1971  | Паломарська обсерваторія             | К. Й. ван Гаутен, І. ван Гаутен-Ґроневельд, Т. Герельс |
| (29035) 2214 T-1        | 2214 T-1             | 25 березня 1971  | Паломарська обсерваторія             | К. Й. ван Гаутен, І. ван Гаутен-Ґроневельд, Т. Герельс |
| (29036) 3075 T-1        | 3075 T-1             | 26 березня 1971  | Паломарська обсерваторія             | К. Й. ван Гаутен, І. ван Гаутен-Ґроневельд, Т. Герельс |
| (29037) 3165 T-1        | 3165 T-1             | 26 березня 1971  | Паломарська обсерваторія             | К. Й. ван Гаутен, І. ван Гаутен-Ґроневельд, Т. Герельс |
| (29038) 4030 T-1        | 4030 T-1             | 26 березня 1971  | Паломарська обсерваторія             | К. Й. ван Гаутен, І. ван Гаутен-Ґроневельд, Т. Герельс |
| (29039) 4514 T-1        | 4514 T-1             | 13 травня 1971   | Паломарська обсерваторія             | К. Й. ван Гаутен, І. ван Гаутен-Ґроневельд, Т. Герельс |
| (29040) 1002 T-2        | 1002 T-2             | 29 вересня 1973  | Паломарська обсерваторія             | К. Й. ван Гаутен, І. ван Гаутен-Ґроневельд, Т. Герельс |
| (29041) 1050 T-2        | 1050 T-2             | 29 вересня 1973  | Паломарська обсерваторія             | К. Й. ван Гаутен, І. ван Гаутен-Ґроневельд, Т. Герельс |
| (29042) 1426 T-2        | 1426 T-2             | 29 вересня 1973  | Паломарська обсерваторія             | К. Й. ван Гаутен, І. ван Гаутен-Ґроневельд, Т. Герельс |
| (29043) 2024 T-2        | 2024 T-2             | 29 вересня 1973  | Паломарська обсерваторія             | К. Й. ван Гаутен, І. ван Гаутен-Ґроневельд, Т. Герельс |
| (29044) 2154 T-2        | 2154 T-2             | 29 вересня 1973  | Паломарська обсерваторія             | К. Й. ван Гаутен, І. ван Гаутен-Ґроневельд, Т. Герельс |
| (29045) 2255 T-2        | 2255 T-2             | 29 вересня 1973  | Паломарська обсерваторія             | К. Й. ван Гаутен, І. ван Гаутен-Ґроневельд, Т. Герельс |
| (29046) 2268 T-2        | 2268 T-2             | 29 вересня 1973  | Паломарська обсерваторія             | К. Й. ван Гаутен, І. ван Гаутен-Ґроневельд, Т. Герельс |
| (29047) 2278 T-2        | 2278 T-2             | 29 вересня 1973  | Паломарська обсерваторія             | К. Й. ван Гаутен, І. ван Гаутен-Ґроневельд, Т. Герельс |
| (29048) 3069 T-2        | 3069 T-2             | 30 вересня 1973  | Паломарська обсерваторія             | К. Й. ван Гаутен, І. ван Гаутен-Ґроневельд, Т. Герельс |
| (29049) 3083 T-2        | 3083 T-2             | 30 вересня 1973  | Паломарська обсерваторія             | К. Й. ван Гаутен, І. ван Гаутен-Ґроневельд, Т. Герельс |
| (29050) 3333 T-2        | 3333 T-2             | 25 вересня 1973  | Паломарська обсерваторія             | К. Й. ван Гаутен, І. ван Гаутен-Ґроневельд, Т. Герельс |
| (29051) 4212 T-2        | 4212 T-2             | 29 вересня 1973  | Паломарська обсерваторія             | К. Й. ван Гаутен, І. ван Гаутен-Ґроневельд, Т. Герельс |
| (29052) 4258 T-2        | 4258 T-2             | 29 вересня 1973  | Паломарська обсерваторія             | К. Й. ван Гаутен, І. ван Гаутен-Ґроневельд, Т. Герельс |
| 29053 Мускау (Muskau)   | 4466 T-2             | 30 вересня 1973  | Паломарська обсерваторія             | К. Й. ван Гаутен, І. ван Гаутен-Ґроневельд, Т. Герельс |
| (29054) 5097 T-2        | 5097 T-2             | 25 вересня 1973  | Паломарська обсерваторія             | К. Й. ван Гаутен, І. ван Гаутен-Ґроневельд, Т. Герельс |
| (29055) 5118 T-2        | 5118 T-2             | 25 вересня 1973  | Паломарська обсерваторія             | К. Й. ван Гаутен, І. ван Гаутен-Ґроневельд, Т. Герельс |
| (29056) 1055 T-3        | 1055 T-3             | 17 жовтня 1977   | Паломарська обсерваторія             | К. Й. ван Гаутен, І. ван Гаутен-Ґроневельд, Т. Герельс |
| (29057) 1083 T-3        | 1083 T-3             | 17 жовтня 1977   | Паломарська обсерваторія             | К. Й. ван Гаутен, І. ван Гаутен-Ґроневельд, Т. Герельс |
| (29058) 2077 T-3        | 2077 T-3             | 16 жовтня 1977   | Паломарська обсерваторія             | К. Й. ван Гаутен, І. ван Гаутен-Ґроневельд, Т. Герельс |
| (29059) 2151 T-3        | 2151 T-3             | 16 жовтня 1977   | Паломарська обсерваторія             | К. Й. ван Гаутен, І. ван Гаутен-Ґроневельд, Т. Герельс |
| (29060) 2157 T-3        | 2157 T-3             | 16 жовтня 1977   | Паломарська обсерваторія             | К. Й. ван Гаутен, І. ван Гаутен-Ґроневельд, Т. Герельс |
| (29061) 2193 T-3        | 2193 T-3             | 16 жовтня 1977   | Паломарська обсерваторія             | К. Й. ван Гаутен, І. ван Гаутен-Ґроневельд, Т. Герельс |
| (29062) 2324 T-3        | 2324 T-3             | 16 жовтня 1977   | Паломарська обсерваторія             | К. Й. ван Гаутен, І. ван Гаутен-Ґроневельд, Т. Герельс |
| (29063) 2369 T-3        | 2369 T-3             | 16 жовтня 1977   | Паломарська обсерваторія             | К. Й. ван Гаутен, І. ван Гаутен-Ґроневельд, Т. Герельс |
| (29064) 3129 T-3        | 3129 T-3             | 16 жовтня 1977   | Паломарська обсерваторія             | К. Й. ван Гаутен, І. ван Гаутен-Ґроневельд, Т. Герельс |
| (29065) 3447 T-3        | 3447 T-3             | 16 жовтня 1977   | Паломарська обсерваторія             | К. Й. ван Гаутен, І. ван Гаутен-Ґроневельд, Т. Герельс |
| (29066) 3527 T-3        | 3527 T-3             | 16 жовтня 1977   | Паломарська обсерваторія             | К. Й. ван Гаутен, І. ван Гаутен-Ґроневельд, Т. Герельс |
| (29067) 3856 T-3        | 3856 T-3             | 16 жовтня 1977   | Паломарська обсерваторія             | К. Й. ван Гаутен, І. ван Гаутен-Ґроневельд, Т. Герельс |
| (29068) 4234 T-3        | 4234 T-3             | 16 жовтня 1977   | Паломарська обсерваторія             | К. Й. ван Гаутен, І. ван Гаутен-Ґроневельд, Т. Герельс |
| (29069) 4310 T-3        | 4310 T-3             | 16 жовтня 1977   | Паломарська обсерваторія             | К. Й. ван Гаутен, І. ван Гаутен-Ґроневельд, Т. Герельс |
| (29070) 4316 T-3        | 4316 T-3             | 16 жовтня 1977   | Паломарська обсерваторія             | К. Й. ван Гаутен, І. ван Гаутен-Ґроневельд, Т. Герельс |
| (29071) 5048 T-3        | 5048 T-3             | 16 жовтня 1977   | Паломарська обсерваторія             | К. Й. ван Гаутен, І. ван Гаутен-Ґроневельд, Т. Герельс |
| (29072) 5089 T-3        | 5089 T-3             | 16 жовтня 1977   | Паломарська обсерваторія             | К. Й. ван Гаутен, І. ван Гаутен-Ґроневельд, Т. Герельс |
| (29073) 5130 T-3        | 5130 T-3             | 16 жовтня 1977   | Паломарська обсерваторія             | К. Й. ван Гаутен, І. ван Гаутен-Ґроневельд, Т. Герельс |
| (29074) 5160 T-3        | 5160 T-3             | 16 жовтня 1977   | Паломарська обсерваторія             | К. Й. ван Гаутен, І. ван Гаутен-Ґроневельд, Т. Герельс |
| (29075) 1950 DA         | 1950 DA              | 22 лютого 1950   | Обсерваторія Лік                     | Карл Альвар Віртанен                                   |
| (29076) 1972 TR8        | 1972 TR8             | 4 жовтня 1972    | Гамбурзька обсерваторія              | Любош Когоутек                                         |
| (29077) 1975 SR         | 1975 SR              | 30 вересня 1975  | Паломарська обсерваторія             | Ш. Дж. Бас                                             |
| (29078) 1975 SX1        | 1975 SX1             | 30 вересня 1975  | Паломарська обсерваторія             | Ш. Дж. Бас                                             |
| (29079) 1975 XD         | 1975 XD              | 1 грудня 1975    | Астрономічна станція Серро Ель Робле | Карлос Торрес, Серхіо Баррос                           |
| 29080 Astrocourier      | 1978 RK              | 1 вересня 1978   | КрАО                                 | Черних Микола Степанович                               |
| 29081 Krymradio         | 1978 SC5             | 27 вересня 1978  | КрАО                                 | Людмила Черних                                         |
| (29082) 1978 VG9        | 1978 VG9             | 7 листопада 1978 | Паломарська обсерваторія             | Е. Гелін, Ш. Дж. Бас                                   |
| (29083) 1979 MG3        | 1979 MG3             | 25 червня 1979   | Обсерваторія Сайдинг-Спрінг          | Е. Гелін, Ш. Дж. Бас                                   |
| (29084) 1979 MD7        | 1979 MD7             | 25 червня 1979   | Обсерваторія Сайдинг-Спрінг          | Е. Гелін, Ш. Дж. Бас                                   |
| 29085 Сезанн (Sethanne) | 1979 SD              | 17 вересня 1979  | Гарвардська обсерваторія             | Гарвардська обсерваторія                               |
| (29086) 1980 PY2        | 1980 PY2             | 4 серпня 1980    | Обсерваторія Сайдинг-Спрінг          | Королівська обсерваторія Едінбурга                     |
| (29087) 1980 VW2        | 1980 VW2             | 1 листопада 1980 | Паломарська обсерваторія             | Ш. Дж. Бас                                             |
| (29088) 1981 DR2        | 1981 DR2             | 28 лютого 1981   | Обсерваторія Сайдинг-Спрінг          | Ш. Дж. Бас                                             |
| (29089) 1981 DD3        | 1981 DD3             | 28 лютого 1981   | Обсерваторія Сайдинг-Спрінг          | Ш. Дж. Бас                                             |
| (29090) 1981 EY3        | 1981 EY3             | 2 березня 1981   | Обсерваторія Сайдинг-Спрінг          | Ш. Дж. Бас                                             |
| (29091) 1981 EF8        | 1981 EF8             | 1 березня 1981   | Обсерваторія Сайдинг-Спрінг          | Ш. Дж. Бас                                             |
| (29092) 1981 EL10       | 1981 EL10            | 1 березня 1981   | Обсерваторія Сайдинг-Спрінг          | Ш. Дж. Бас                                             |
| (29093) 1981 EQ10       | 1981 EQ10            | 1 березня 1981   | Обсерваторія Сайдинг-Спрінг          | Ш. Дж. Бас                                             |
| (29094) 1981 ED11       | 1981 ED11            | 1 березня 1981   | Обсерваторія Сайдинг-Спрінг          | Ш. Дж. Бас                                             |
| (29095) 1981 EK11       | 1981 EK11            | 7 березня 1981   | Обсерваторія Сайдинг-Спрінг          | Ш. Дж. Бас                                             |
| (29096) 1981 EW11       | 1981 EW11            | 7 березня 1981   | Обсерваторія Сайдинг-Спрінг          | Ш. Дж. Бас                                             |
| (29097) 1981 EC12       | 1981 EC12            | 1 березня 1981   | Обсерваторія Сайдинг-Спрінг          | Ш. Дж. Бас                                             |
| (29098) 1981 EN16       | 1981 EN16            | 6 березня 1981   | Обсерваторія Сайдинг-Спрінг          | Ш. Дж. Бас                                             |
| (29099) 1981 EQ16       | 1981 EQ16            | 6 березня 1981   | Обсерваторія Сайдинг-Спрінг          | Ш. Дж. Бас                                             |
| (29100) 1981 EE18       | 1981 EE18            | 2 березня 1981   | Обсерваторія Сайдинг-Спрінг          | Ш. Дж. Бас                                             |

| ← Астероїди 20001—30000 → |             |             |             |             |             |             |             |             |             |
| 20001—20100               | 21001—21100 | 22001—22100 | 23001—23100 | 24001—24100 | 25001—25100 | 26001—26100 | 27001—27100 | 28001—28100 | 29001—29100 |
| 20101—20200               | 21101—21200 | 22101—22200 | 23101—23200 | 24101—24200 | 25101—25200 | 26101—26200 | 27101—27200 | 28101—28200 | 29101—29200 |
| 20201—20300               | 21201—21300 | 22201—22300 | 23201—23300 | 24201—24300 | 25201—25300 | 26201—26300 | 27201—27300 | 28201—28300 | 29201—29300 |
| 20301—20400               | 21301—21400 | 22301—22400 | 23301—23400 | 24301—24400 | 25301—25400 | 26301—26400 | 27301—27400 | 28301—28400 | 29301—29400 |
| 20401—20500               | 21401—21500 | 22401—22500 | 23401—23500 | 24401—24500 | 25401—25500 | 26401—26500 | 27401—27500 | 28401—28500 | 29401—29500 |
| 20501—20600               | 21501—21600 | 22501—22600 | 23501—23600 | 24501—24600 | 25501—25600 | 26501—26600 | 27501—27600 | 28501—28600 | 29501—29600 |
| 20601—20700               | 21601—21700 | 22601—22700 | 23601—23700 | 24601—24700 | 25601—25700 | 26601—26700 | 27601—27700 | 28601—28700 | 29601—29700 |
| 20701—20800               | 21701—21800 | 22701—22800 | 23701—23800 | 24701—24800 | 25701—25800 | 26701—26800 | 27701—27800 | 28701—28800 | 29701—29800 |
| 20801—20900               | 21801—21900 | 22801—22900 | 23801—23900 | 24801—24900 | 25801—25900 | 26801—26900 | 27801—27900 | 28801—28900 | 29801—29900 |
| 20901—21000               | 21901—22000 | 22901—23000 | 23901—24000 | 24901—25000 | 25901—26000 | 26901—27000 | 27901—28000 | 28901—29000 | 29901—30000 |